# Streckenkilometrierung

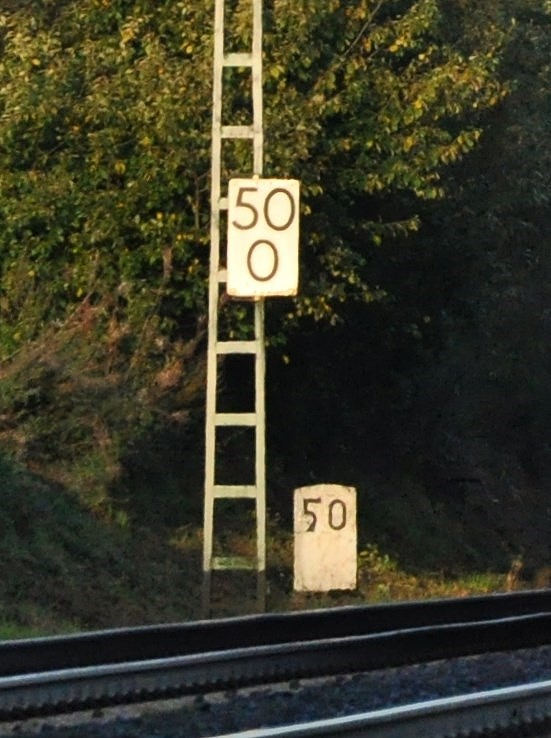
Kilometertafel und -stein an der Schnellfahrstrecke Köln–Aachen

Die Streckenkilometrierung (mittels Streckenkilometer oder Abteilungszeichen) dient der Kilometrierung von Eisenbahnstrecken. 

## Deutschland

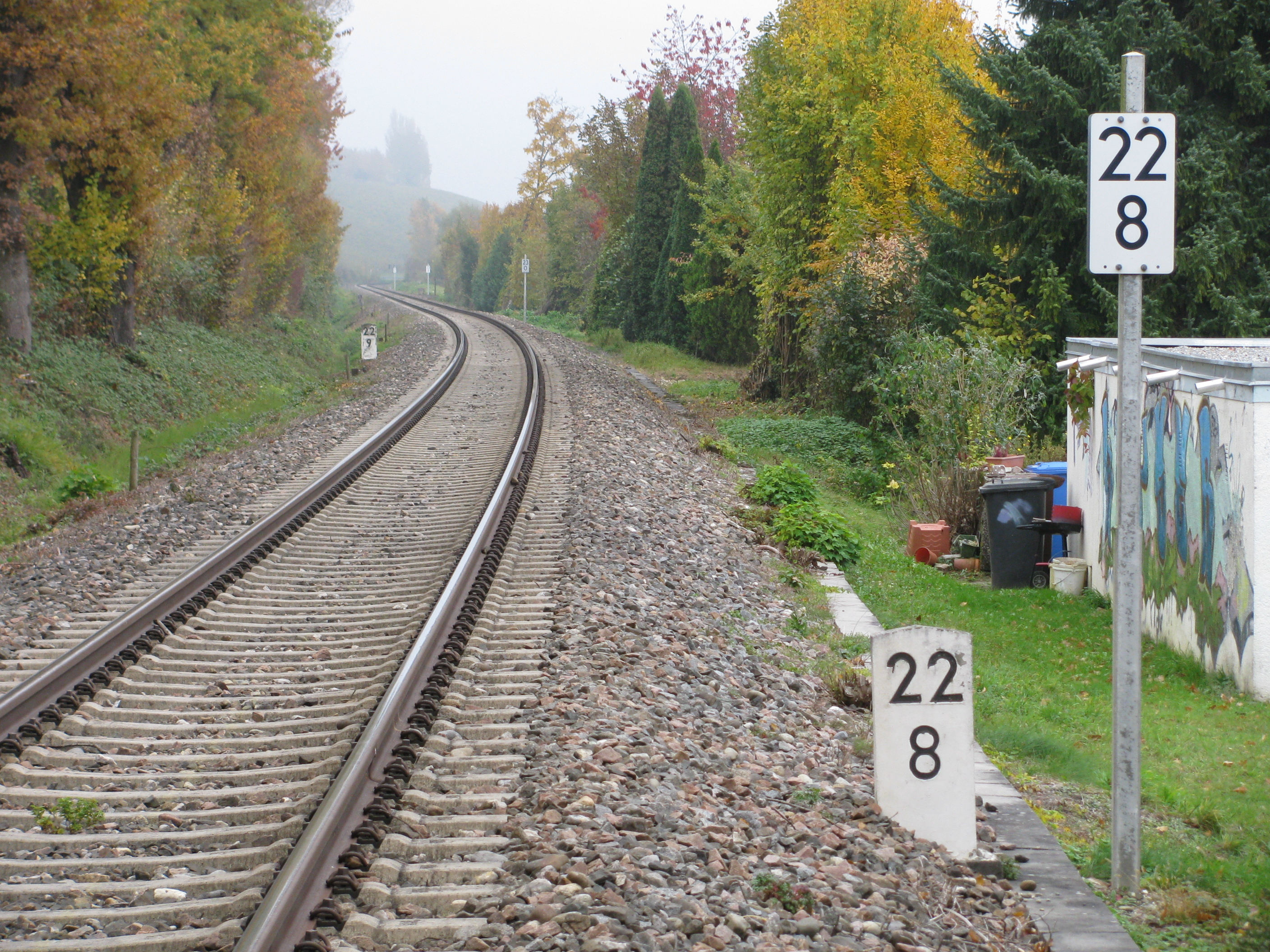
Hektometerstein und -tafel an der Bahnstrecke Stahringen–Friedrichshafen bei Überlingen-Nußdorf

Die Eisenbahnstrecken in Deutschland sind durchgehend kilometriert, das heißt in der Länge vermessen und mit Kilometerangaben beschildert. Der Gesetzgeber schreibt die Beschilderung zwar nicht mehr wie früher in der Eisenbahn-Bau- und Betriebsordnung vor, dennoch ist sie überall an den Eisenbahnstrecken vorhanden. Die Zahlenangabe nennt sich Streckenkilometer. Eine aus den Streckenkilometern bestimmte Entfernung zwischen zwei Stationen muss nicht unbedingt mit den Tarifkilometern übereinstimmen.
Je nach Eisenbahninfrastrukturunternehmen und Streckenklasse gibt es Varianten der Streckenkilometeranzeige, sie richten sich unter anderem nach der Einstufung der Strecke (Hauptbahn/Nebenbahn, Höchstgeschwindigkeit nach VzG oder Entwurfsgeschwindigkeit) und der Art der Betriebsführung (eingleisig/zweigleisig, Gleiswechselbetrieb). Während auf den Hauptbahnen alle geradzahligen Hektometerdistanzen angezeigt werden, sind die Markierungen auf Nebenbahnen alle 500 m anzubringen.
Auf den Hauptbahnen im Bereich der Deutsche Bahn AG sollen die Streckenkilometer im Prinzip an jedem vollen Streckenkilometer sowie den folgenden geradzahligen Hektometerdistanzen (z. B. km 74,0 → 74,2 → 74,4 usw.) angezeigt werden. Die an Fahrleitungsmasten angebrachten Kilometertafeln sind prinzipbedingt im Gegensatz zu den Kilometersteinen nur einseitig lesbar. An zweigleisigen Strecken mit Richtungsbetrieb werden die Hektometertafeln so angebracht, dass sie in Regelfahrtrichtung lesbar sind. Die vollen Kilometer werden zusätzlich auch in Gegenrichtung angebracht. Auf Strecken mit Gleiswechselbetrieb, wo auch im Regelbetrieb mit signalmäßig verkehrenden Zügen im Gegengleis gerechnet werden muss, werden auch die Hektometertafeln beidseitig in beide Richtungen lesbar angebracht.

### Allgemein

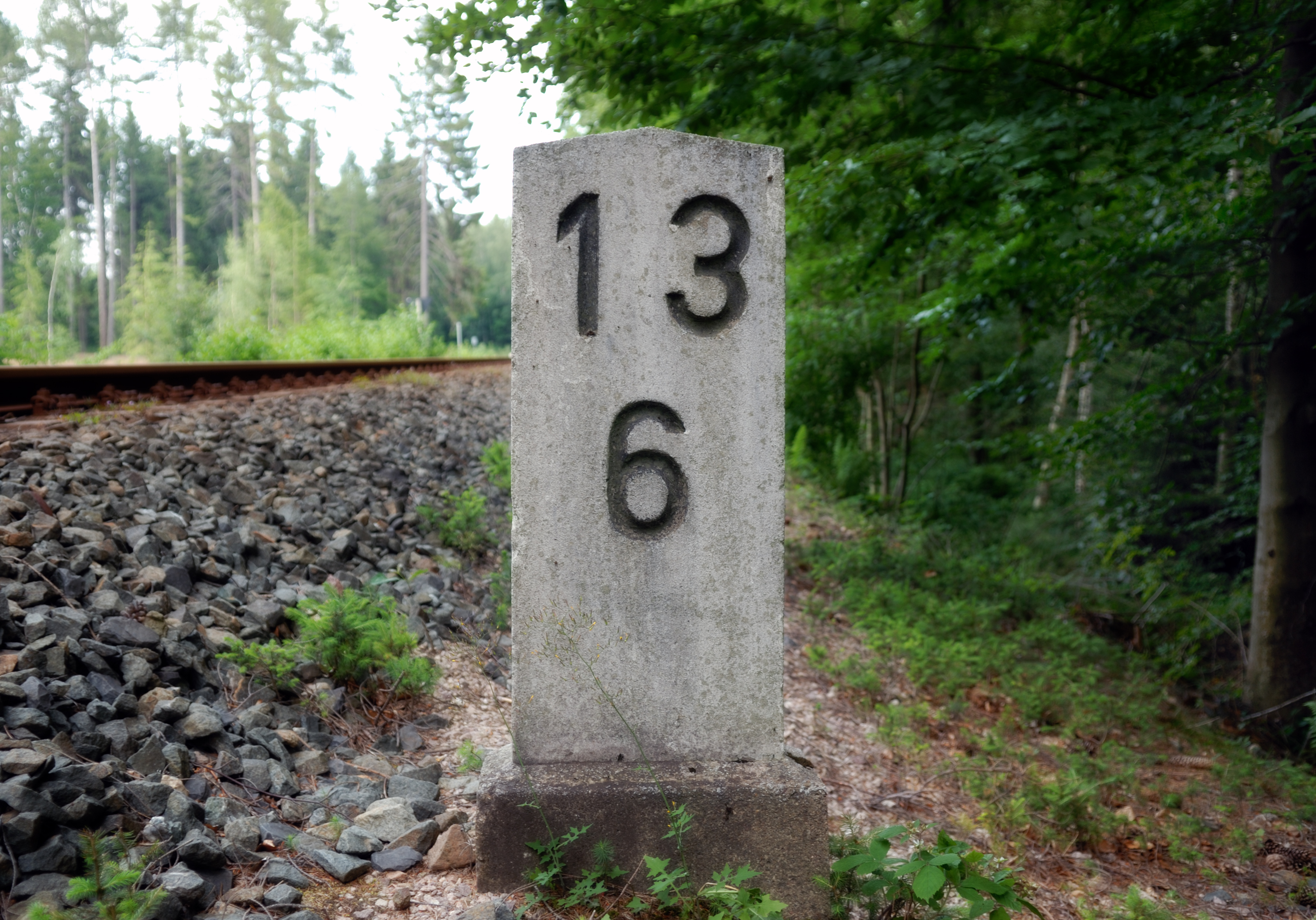
Hektometerstein

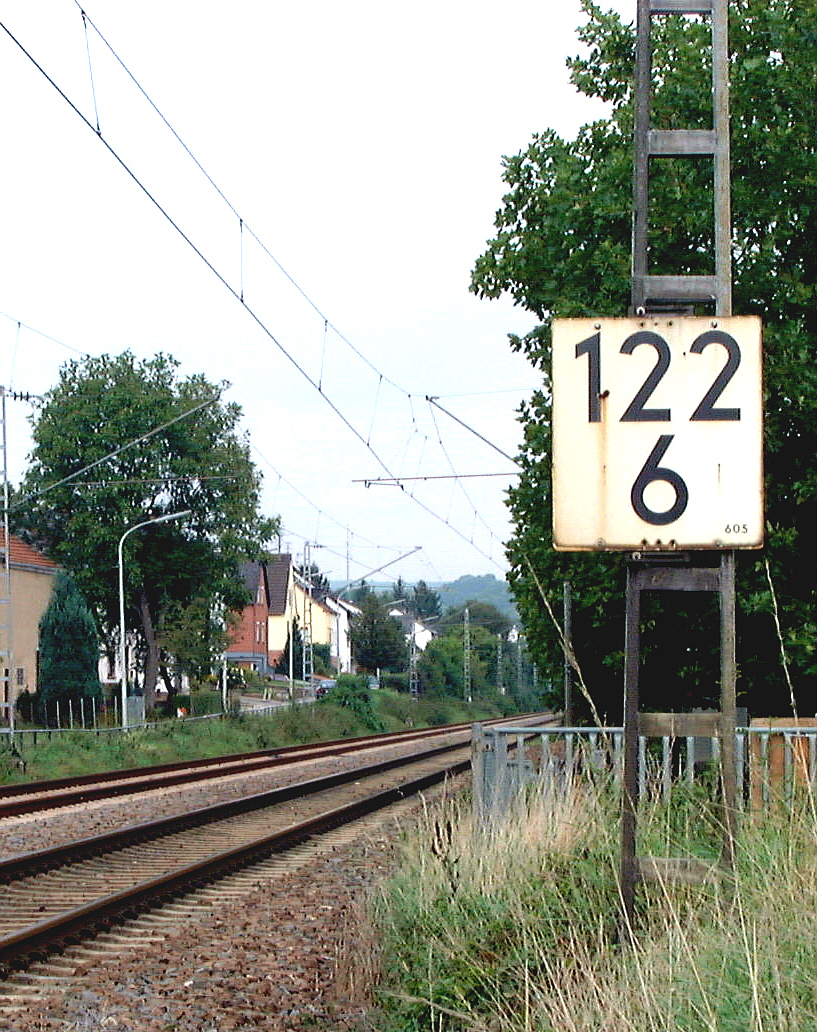
Hektometerzeichen an einem Oberleitungsmast bei Streckenkilometer 122,6 mit Korrekturangabe „605“ (m) (kleine Zahl unten rechts)

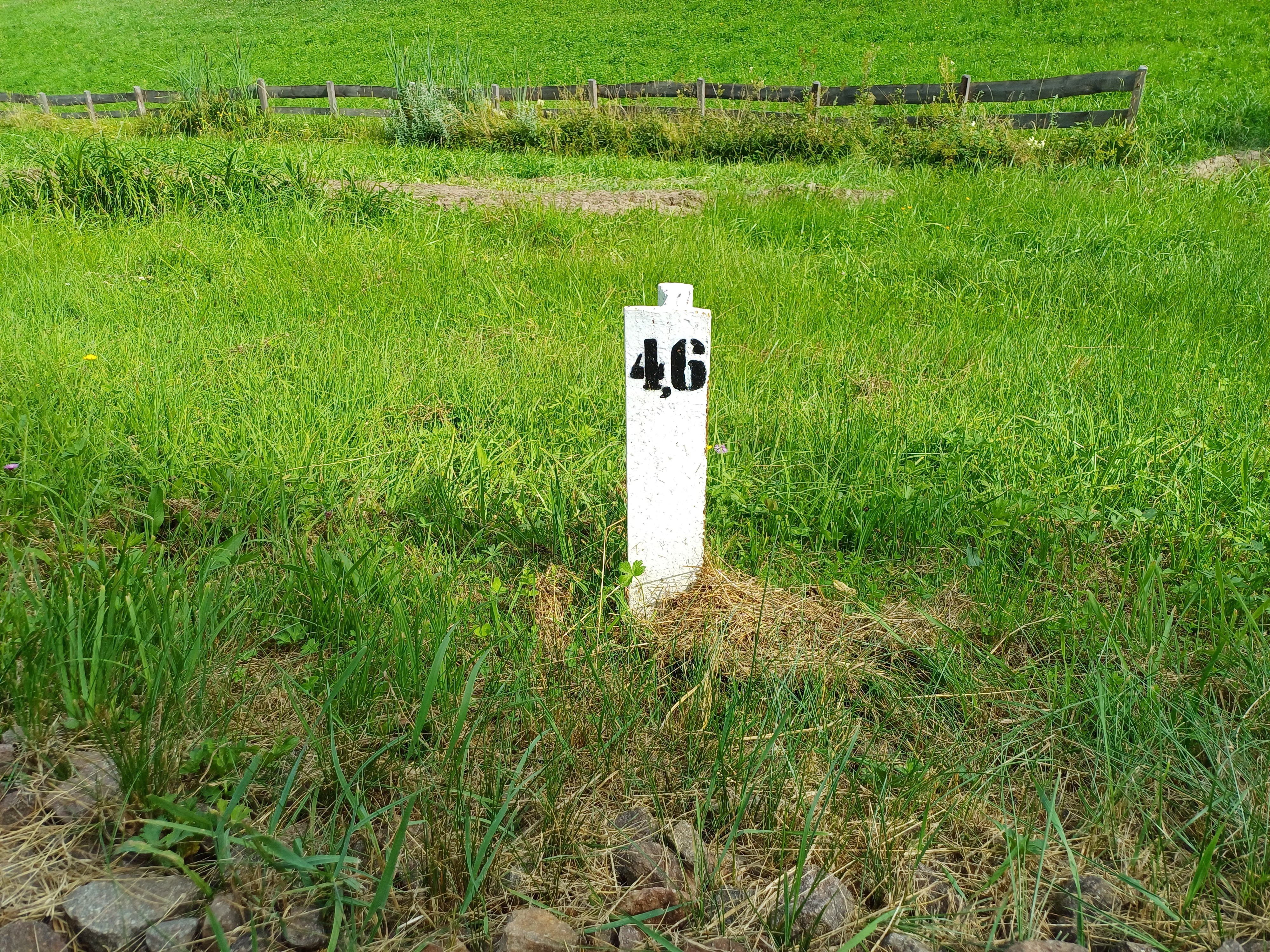
Hektometerzeichen in Form einer bemalten Altschiene bei der Rittner Bahn

In den Anfangszeiten der Bahn wurden neben dem Gleis auf den Eisenbahnstrecken Kilometersteine gesetzt, auch Nummernsteine genannt. Es waren in den Boden rechtwinklig zur Achse des Bahnkörpers eingelassene Steinquader mit Aufschrift, die circa 50 Zentimeter aus dem Erdreich ragten. Sie bestanden aus bearbeitetem Naturstein, später aus Beton und tragen eingemeißelte oder auflackierte, bei der Betonvariante auch eingegossene Angaben.
Ein oftmals seitlich an einem Hektometerstein angebrachter waagerechter, schwarzer Pfeil gibt die Richtung an, die zum nächstgelegenen Fernsprecher führt. Vor allem entlang nicht elektrifizierter Strecken und Nebenbahnstrecken finden sich noch Abteilungszeichen in Form von Hektometersteinen.
Um auch bei widrigen Wetterverhältnissen und trotz der Vegetation ein besseres Erkennen zu ermöglichen, ersetzten erhöht angebrachte und reflektierend beschichtete Blechtafeln die alten Kilometersteine, wodurch auch der Wartungsaufwand (Farbanstrich, Gebüschrodung) reduziert werden konnte. Sie sind auch in der Herstellung deutlich billiger. Die Tafeln stehen an mehrgleisigen Strecken auf beiden Seiten, sie sind üblicherweise an Pfosten und gelegentlich auch an Signalmasten sowie an Tunnelwänden befestigt.
Mit Aufkommen von elektrifizierten Strecken wurden die Zahlentafeln regelhaft an den Fahrleitungsmasten angebracht. Die Masten werden nach technischen Anforderungen und daher nicht an vollen Hektometerpunkten aufgestellt. Damit stimmen die gerundeten Zahlenangaben in der Regel nicht mit der genauen Distanz überein. Deshalb ist auf jeder Tafel am rechten unteren Rand in 30 Millimeter hoher Schrift mit einer dreistelligen Zahl der metergenaue Standort angegeben.
Vor der Bildung der Deutschen Bahn wurden im Netz der Deutschen Reichsbahn Kilometersteine bzw. -tafeln generell alle 100 Meter aufgestellt. Höherstehende Kilometertafeln mit senkrecht angegebenen Angaben wurden um 1980 eingeführt. Sie standen auch an elektrifizierten Strecken metergenau und wurden nicht an den Fahrleitungsmasten angebracht. Sie waren durch ihre U-Form immer in beiden Richtungen lesbar. Die ungeraden Hektometerzeichen standen in Richtung der Kilometrierung links, die geraden rechts.

### Ausführung
Im Netz der Deutschen Bahn gibt es Kilometer- und Hektometerzeichen in zwei Ausführungen: die große ist 80 Zentimeter hoch und 72 bzw. 48 Zentimeter breit, bei einer Ziffernhöhe von 31 Zentimetern. Die kleine Ausführung ist 61 Zentimeter hoch, 32 bzw. 48 Zentimeter breit und ihre Ziffern 21 Zentimeter hoch. Die Ziffern sind jeweils zentriert. Die Tafeln werden aus Aluminiumblech gefertigt. Kilometertafeln werden auf ihrer Vorderseite mit reflektierender Folie versehen, Hektometerzeichen weiß pulverbeschichtet. Die obere Zahl auf dem Zeichen bezeichnet den Kilometer, die untere (einstellig) den Hektometer. Beispiel: Das Abteilungszeichen mit der Aufschrift 122 - 6 befindet sich bei Streckenkilometer 122,6.

### Betrieblicher Zusammenhang
Im Netz der Deutschen Bahn dienen Kilometer- und Hektometerzeichen (KMZ, HMZ) der Orientierung der Triebfahrzeugführer, des Instandhaltungs- und Betriebspersonals sowie der Polizei- und Rettungskräfte.
Der Triebfahrzeugführer benötigt die Streckenkilometerangaben zur korrekten und sicheren Durchführung der Zugfahrt. Er findet die Kilometrierung in den betrieblichen Unterlagen wie dem Buchfahrplan oder dem EBuLa. Sie gibt ihm Hinweise auf Geschwindigkeitswechsel, Signalstandorte, Bremsweglänge, Bremswegabstand zu den Haupt- und Vorsignalen, Bahnübergängen, Haltepunkte, Beginn und Ende von Langsamfahrstellen und einiges mehr. An den Streckenkilometerangaben sind auch die orangen Kennzeichnungen der Abschnitte mit Notbremsüberbrückung zu finden.
Die Streckenkilometerangaben lassen in Deutschland in Verbindung mit der VzG-Streckennummer eine genaue Lokalisierung jedes beliebigen Punkts im Eisenbahn-Streckennetz zu, welche beispielsweise nach Unfällen das sichere Heranführen von Rettungskräften (Hilfszug) auch bei Dunkelheit, Nebel, in schwierigem und unübersichtlichem Bahngelände ermöglichen.
In manchen Fällen teilen sich zwei Bahnstrecken abschnittsweise einen Bahnkörper und verlaufen nebeneinander. Dann gibt es Markierungen der Streckenkilometer beider Strecken an der Trasse.
An Betriebsstellen wie Bahnhöfen oder Abzweigstellen können verschiedene Eisenbahnstrecken zusammentreffen, die unterschiedliche Kilometrierungen haben können.
Es gibt auch sogenannte Streckenwechsel, Übergänge von einer Strecke zu einer anderen in einem durchgehenden Gleis, ohne dass dort eine Weiche existiert. Dies kommt z. B. vor, wenn eine Abzweigstelle durch Stilllegung des einst durchgehenden Gleises aufgelöst wird. Streckenwechsel entstanden auch durch Staatsgrenzen, an denen die Zuständigkeit von Bahnverwaltungen wechselt. An einem Streckenwechsel endet entsprechend die Kilometrierung der einen und beginnt die der anderen Strecke. Es kommt auch vor, dass sich dabei die Richtung der Kilometrierung ändert.
Während die Kilometerangaben auf der Strecke meist in Schritten von 200 Metern dargestellt werden, sind die Kilometerangaben in Lageplänen und vergleichbaren Unterlagen für das Betriebs- und Unterhaltungspersonal metergenau, zum Beispiel: „km 74,135“.

### Negative Hektometerangaben auf Hektometersteinen und -zeichen

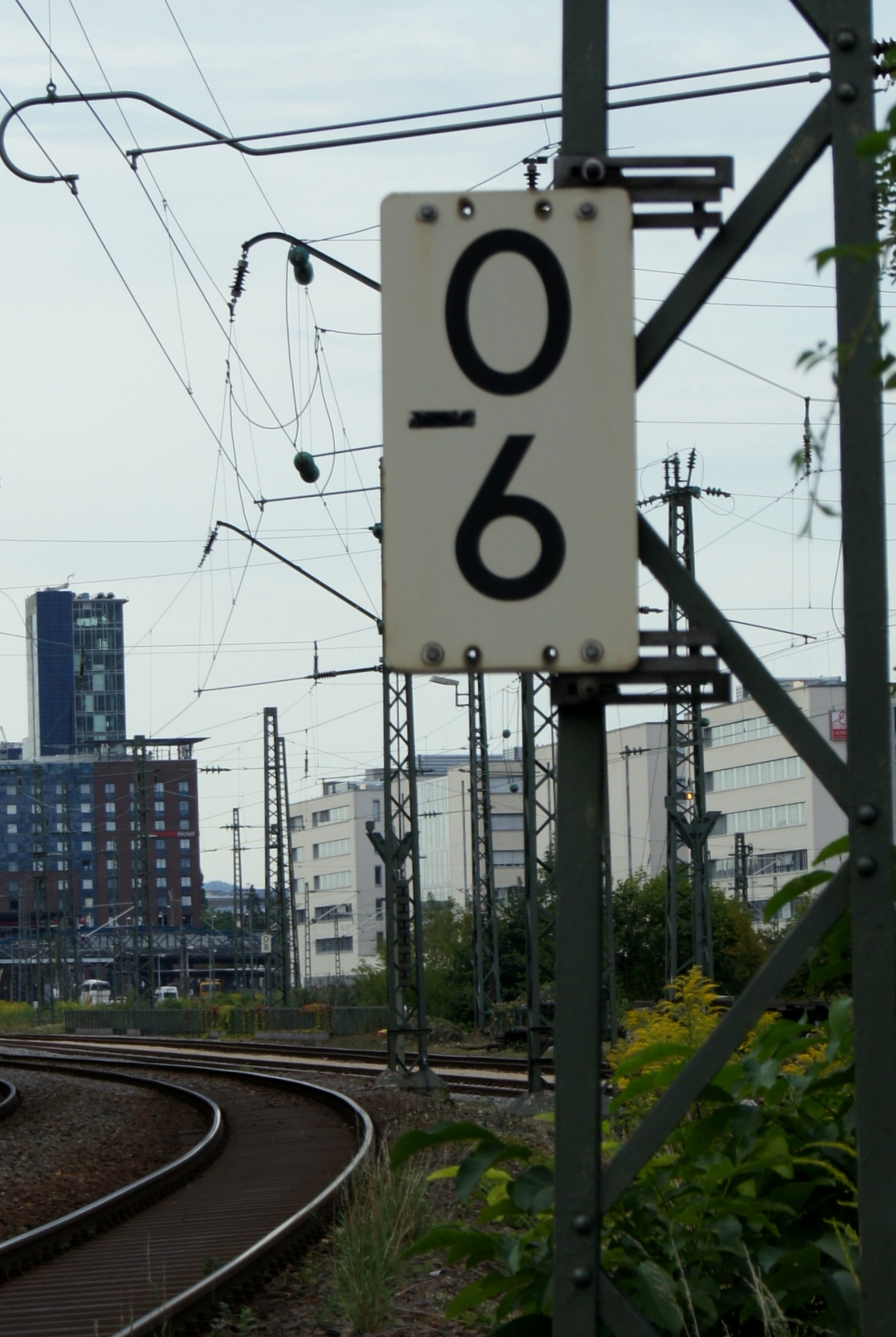
Negative Streckenkilometerangabe auf der Höllentalbahn bei Freiburg

Es gibt in Einzelfällen auch Hektometersteine und -zeichen, auf denen negative Hektometerangaben zu finden sind, die mit Hilfe eines Minuszeichens vor der Kilometerstelle (meistens eine 0) angegeben werden, also z. B. −0 8. Diese gibt es vor allem bei Streckenverlagerungen und damit verbundenen -verlängerungen vor allem im Bereich des Beginns der Kilometrierung. Diese negativen Angaben wurden gewählt, um nicht die gesamte Kilometrierung ändern zu müssen. Beispiele sind in Deutschland die Strecke von Bruchsal in Richtung Bretten (hier bedingt durch die Anlage eines Tunnels und der damit verbundenen Verlängerung der Strecke im Bereich des Bruchsaler Bahnhofes) oder die 1934 neu trassierte Höllentalbahn.

### Zusatzangaben auf Hektometerzeichen
Es gibt Hektometerzeichen mit Zusatzangaben wie z. B. + 14. Diese sind nötig bei einem Sprung in der Kilometrierung, wo die entstandene Überlänge bzw. das Fehlerprofil angezeigt werden soll. Dazu wird der km-Wert vom Beginn des Sprunges in Abständen von 200 Metern wiederholt, ergänzt um Zusatzangaben +2, +4 usw.
Wenn beispielsweise zwischen den Kilometrierungswerten 83|6 und 83|8 tatsächlich 1,5 Kilometer liegen (wobei hier | die Trennung zwischen Kilometer und Hektometerziffer andeutet), dann werden folgende Tafeln aufgestellt: 83|6, 83|6|+2, 83|6|+4, 83|6|+6, 83|6|+8, 83|6|+10 und 83|6|+12; auf der letzten Tafel steht die genaue Gleichsetzung mit dem dortigen Kilometerwert, z. B. 83|6|+14 = 83,693.
Solche „Zwischenkilometrierungen“ gibt es z. B. an der Strecke von Neuss nach Düsseldorf, an der S-Bahn-Strecke von Düsseldorf nach Essen (S6) und an der Strecke Trebnitz–Leipzig zwischen der Überleitstelle Holzweißig und Delitzsch nach einer bergbaubedingten Streckenverlegung. Das Entstehen dieser Zwischenkilometrierungen ist in erster Linie darauf zurückzuführen, dass bei Streckenverlagerungen (Streckenverlängerungen) die Bahnstrecke ansonsten in ihrem weiteren Verlauf hätte umkilometriert werden müssen.
Ferner existieren Kilometersprünge, welche entstehen, wenn Bahnstrecken auf Grund von Umbauten verkürzt werden.
Meistens bewegt sich der Wertebereich von Fehl- und Überlängen im Meterbereich; es gibt aber auch Strecken, wo es um mehrere hundert Meter oder einige Kilometer geht.

### Formatierung auf Planungsunterlagen
Auf Planungsunterlagen wird die Kilometrierung – analog zu den Kilometertafeln – im Format nn+mmm geschrieben, beispielsweise 24+680 (bei Streckenkilometer 24,680), 0+123 (km 0,123), 0–456 (km −0,456), −1-234 (km −1,234), Zentimeterangaben werden mit Dezimalkomma (bzw. -punkt) hinter die Meterangabe geschrieben, zum Beispiel 24+680,13 (= km 24,68013).
In der Richtlinie der Deutschen Bahn wird als Schreibweise die Angabe der Kilometer mit Hektometer als Nachkommastelle, einem Pluszeichen, gefolgt von Metern (< 100) mit Zentimetern nach dem Komma, zum Beispiel 13,4+23,05 (entspricht dem Streckenkilometer 13,42305) angegeben. Bei negativer Kilometrierung (Streckenkilometer −13,42305) würde die Schreibweise −13,4+-23,05 sein.
- Ein Nullstein markiert den Beginn einer Bahnstrecke

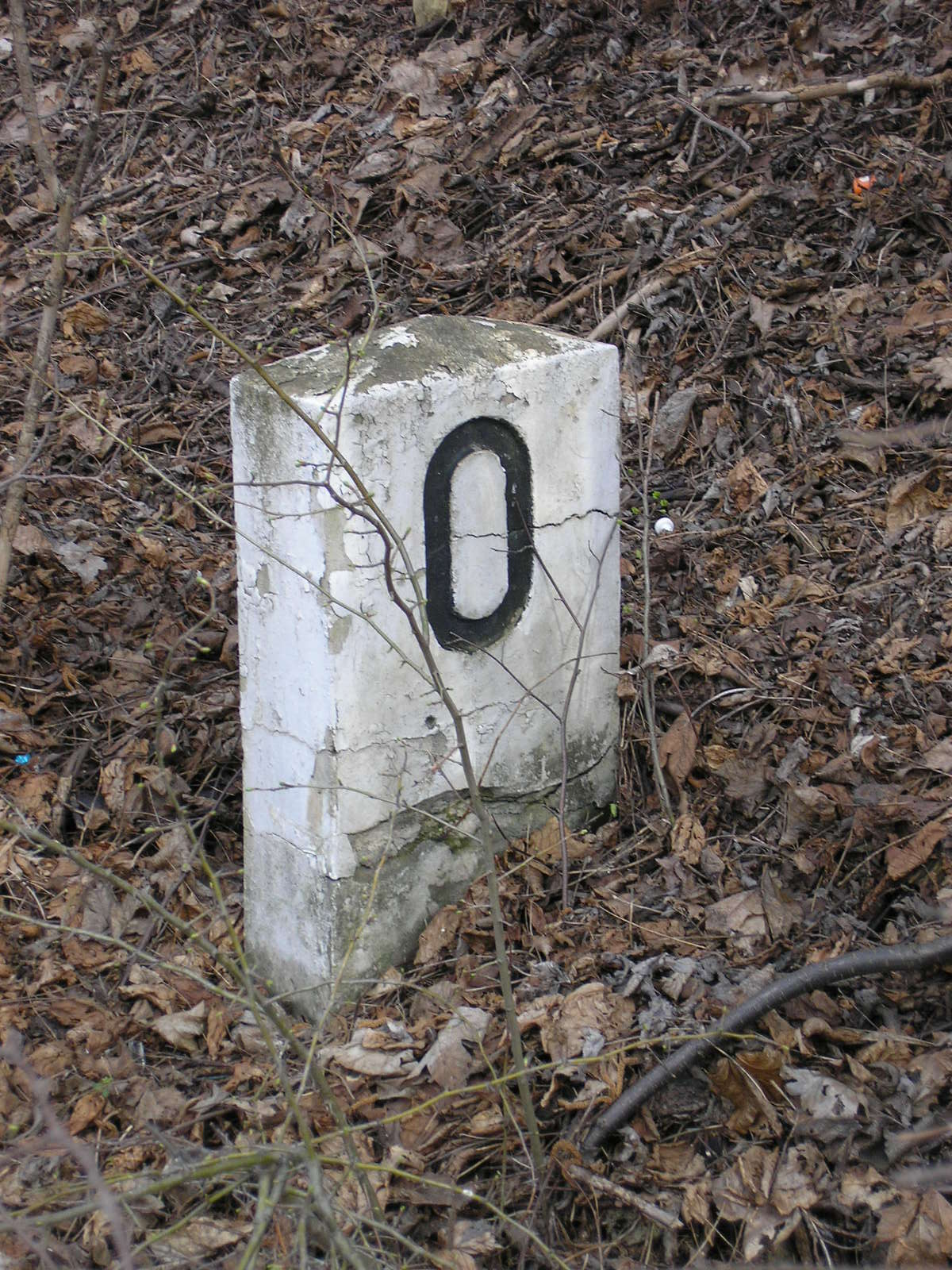
Ein Nullstein markiert den Beginn einer Bahnstrecke
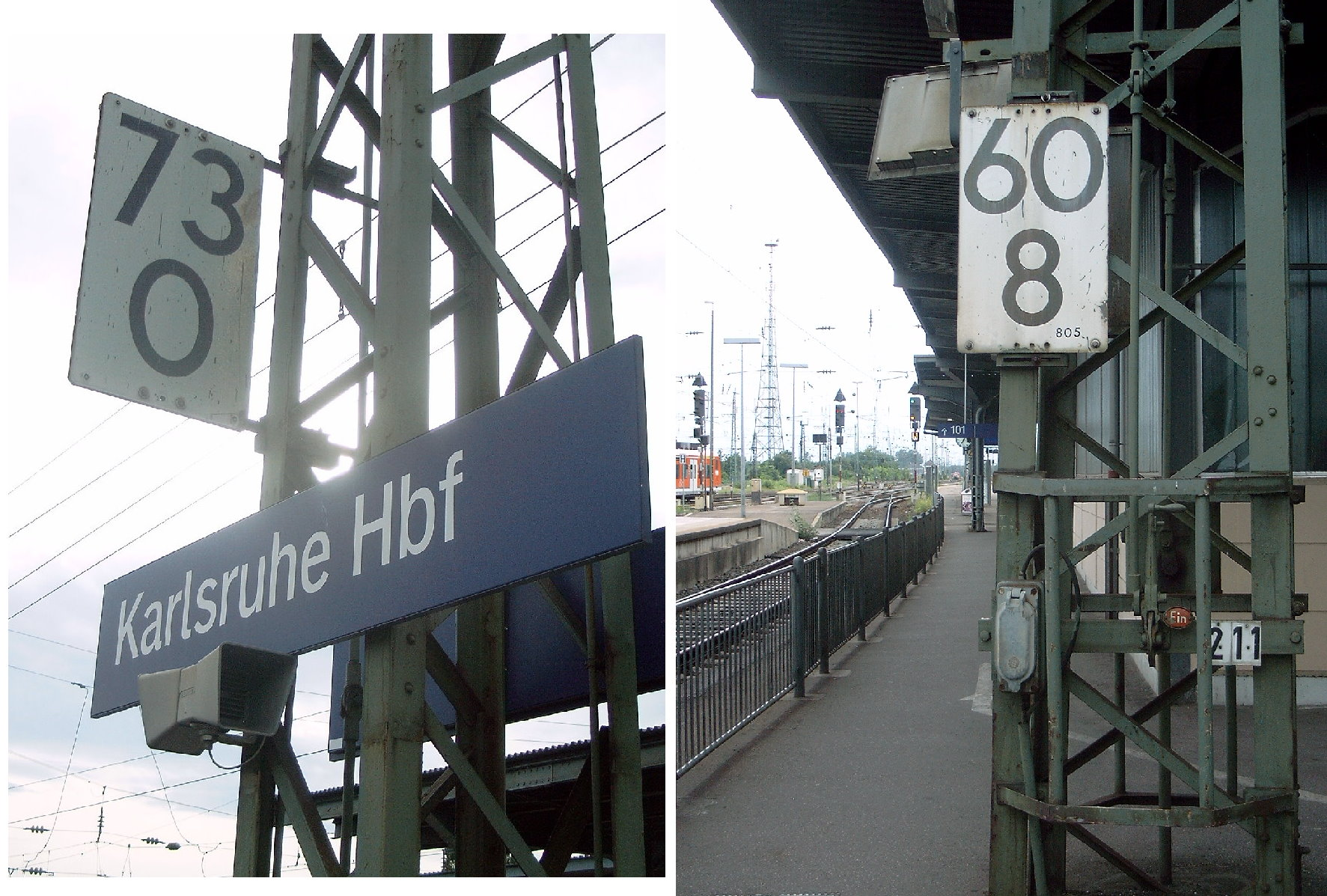
Verschiedene Kilometerangaben, Karlsruhe Hbf, Gleis 6 und Gleis 1
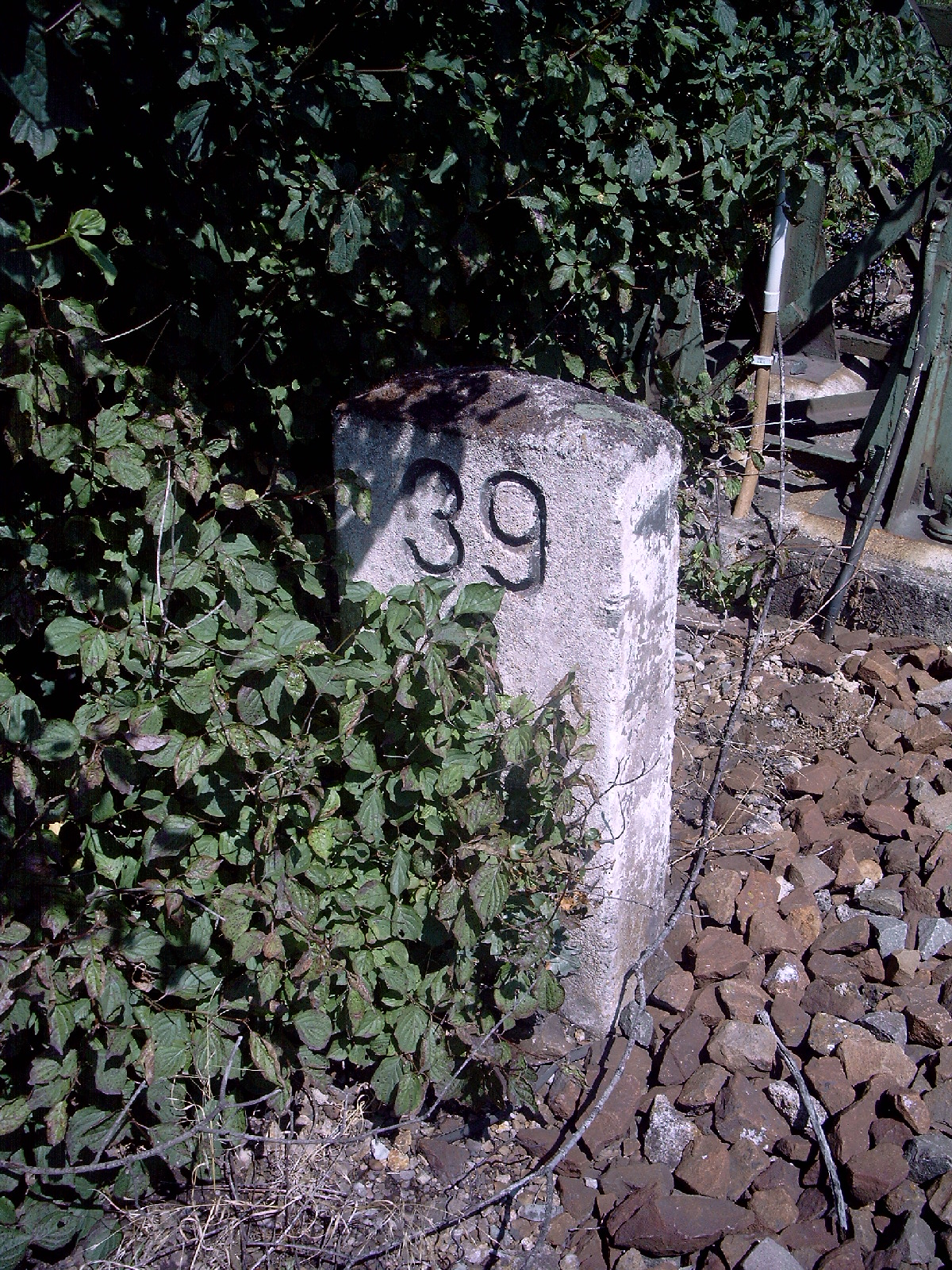
Zugewachsener Hektometerstein mit Richtungspfeil für Fernsprecher (rechts)
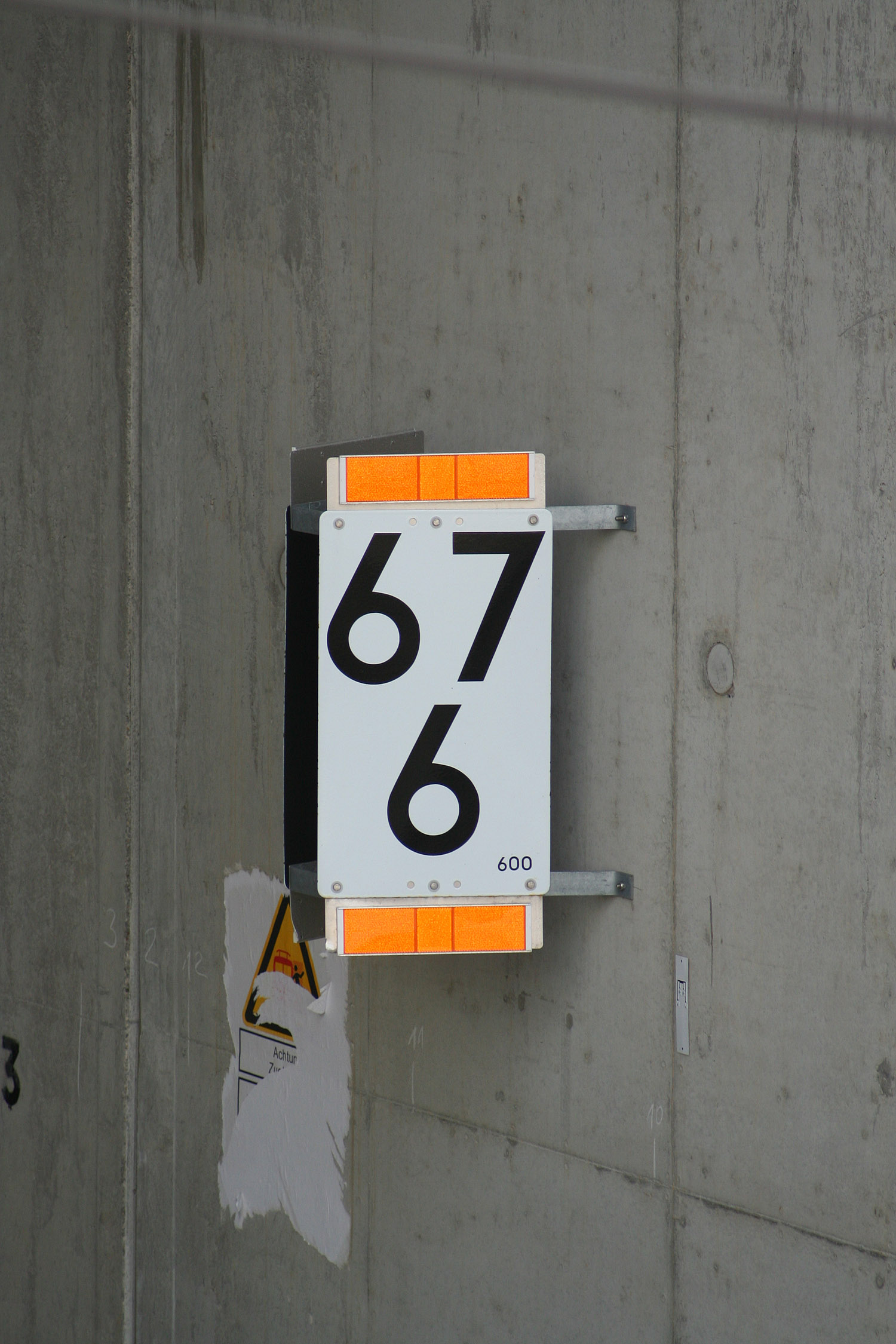
Streckenkilometertafel an einer Tunnelwand mit oranger NBÜ-Kennzeichnung; Zusatz „600“ bedeutet genaue Positionierung

- Zugewachsener Hektometerstein mit Richtungspfeil für Fernsprecher (rechts)
- Streckenkilometertafel an einer Tunnelwand mit oranger NBÜ-Kennzeichnung; Zusatz „600“ bedeutet genaue Positionierung

## Schweiz

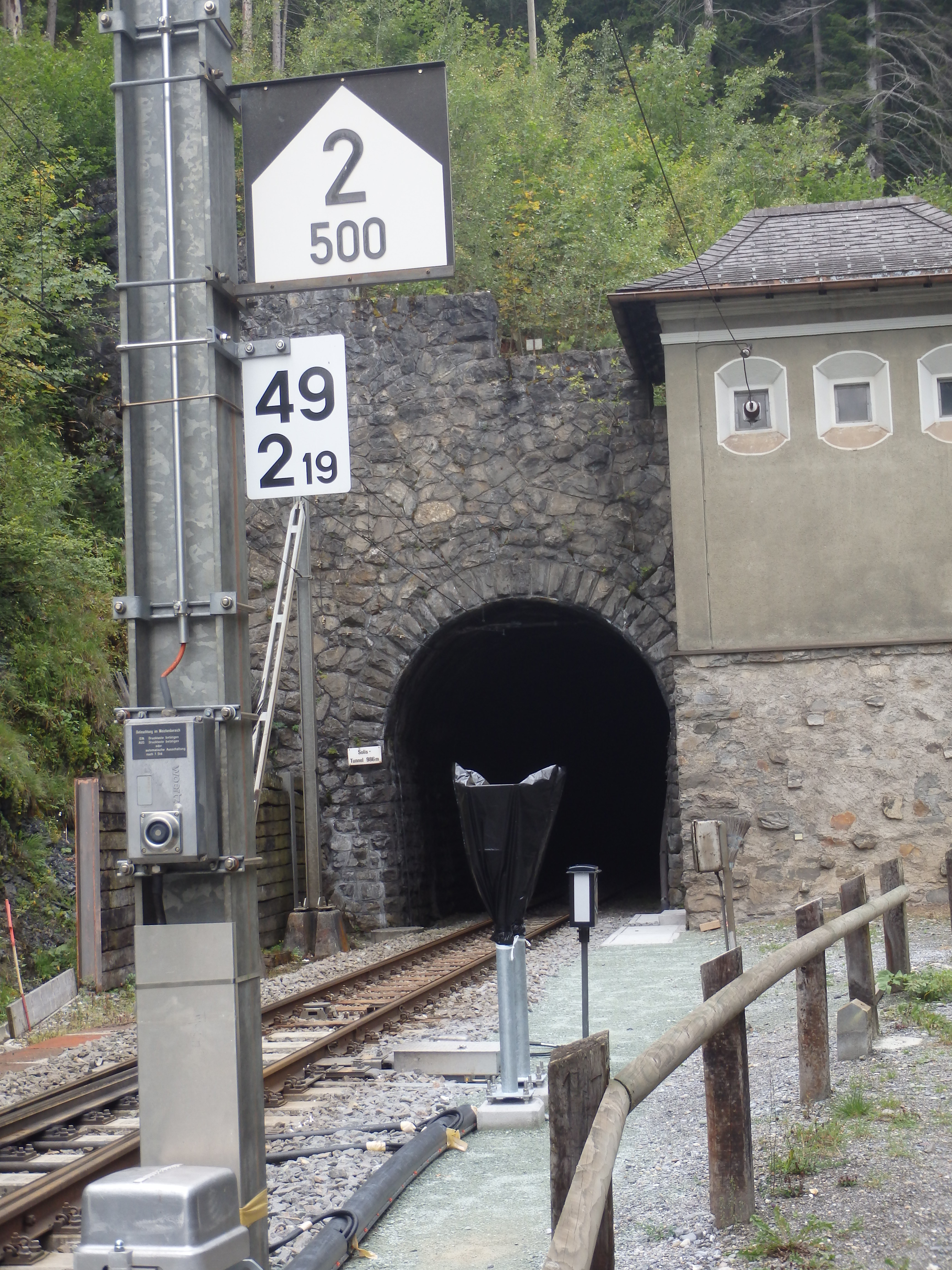
An einem Oberleitungsmast angebrachter Neigungszeiger und Metertafel an der Albulalinie der Rhätischen Bahn (RhB)

In der Schweiz sind die Bahnstrecken mit Kilometer- und Hektometerzeichen oder -steinen versehen. Wenn die Kilometrierung an den Fahrleitungsmasten gekennzeichnet ist, kommen Meterzeichen zum Einsatz.

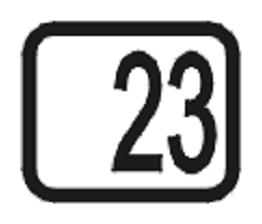
Kilometertafel: Die Zahl gibt den Kilometer an.
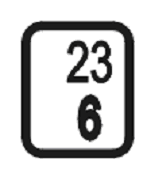
Hektometertafel: Die obere Zahl gibt den Kilometer, die untere den Hektometer an.
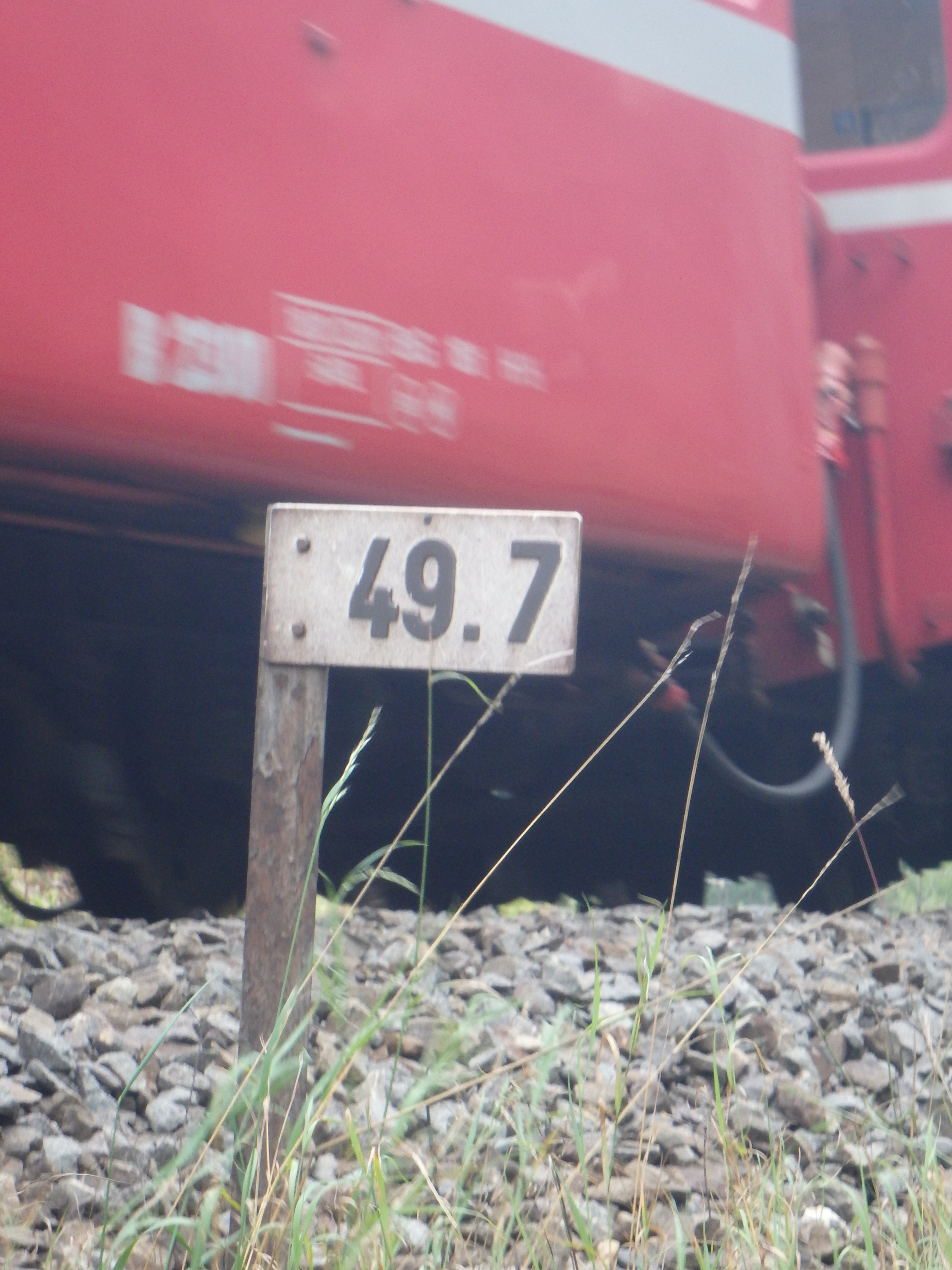
Hektometertafel zwischen Solis und Soliser Viadukt an der Albulalinie der Rhätischen Bahn (RhB).
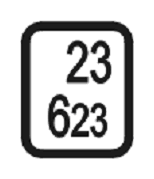
Metertafel: Die obere Zahl gibt den Kilometer, die untere den Meter an.
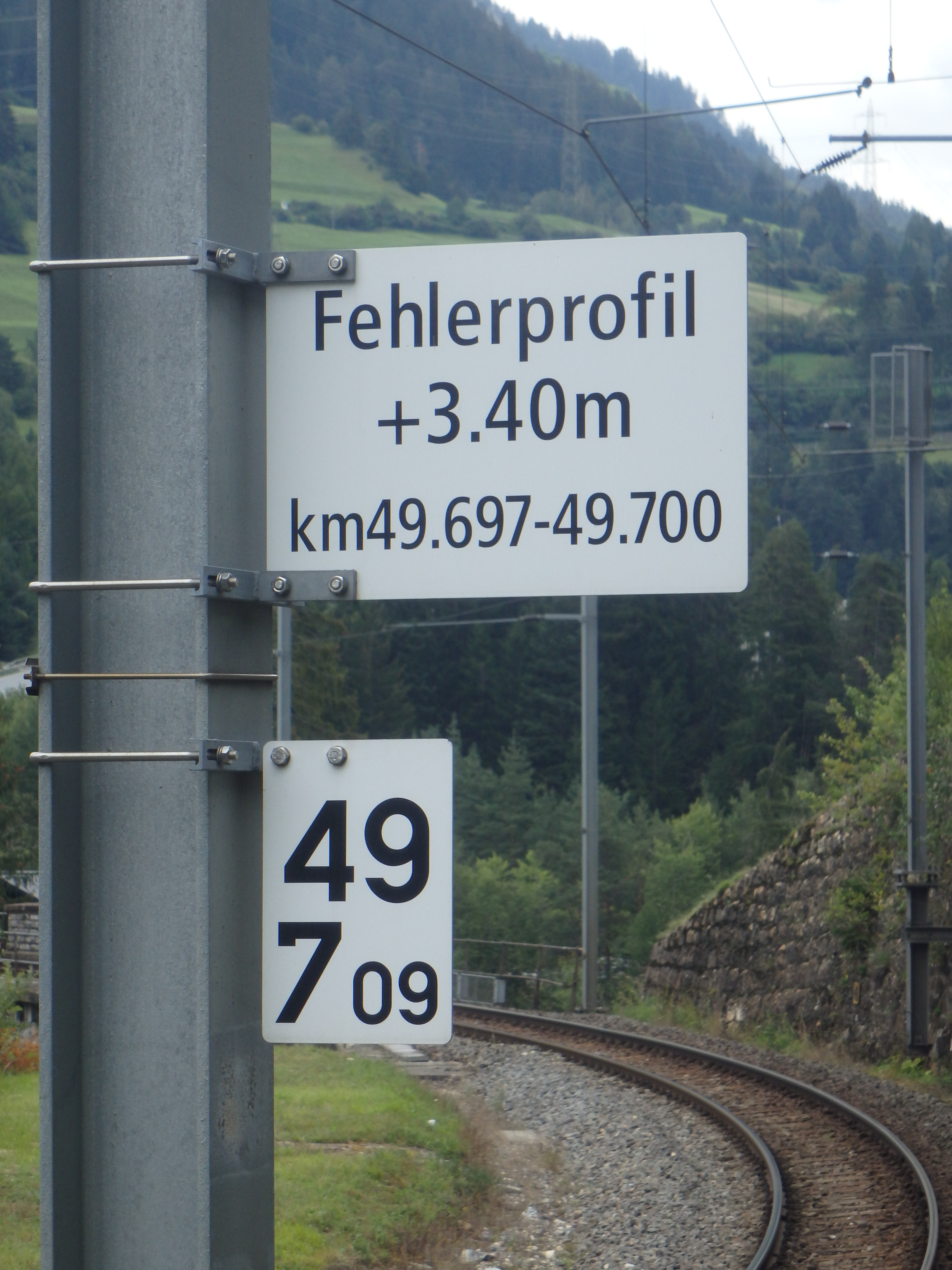
Fehlerprofiltafel zwischen Solis und Soliser Viadukt, darunter eine Metertafel.

### Nullpunkte

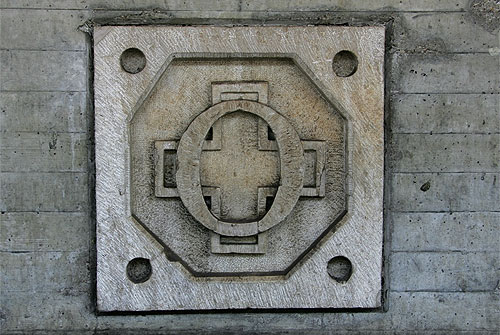
Das Steinrelief im Bahnhof Olten mit der Zahl 0 und dem Schweizerkreuz markiert den seinerzeitigen Nullpunkt der Vermessung der Bahnlinien.

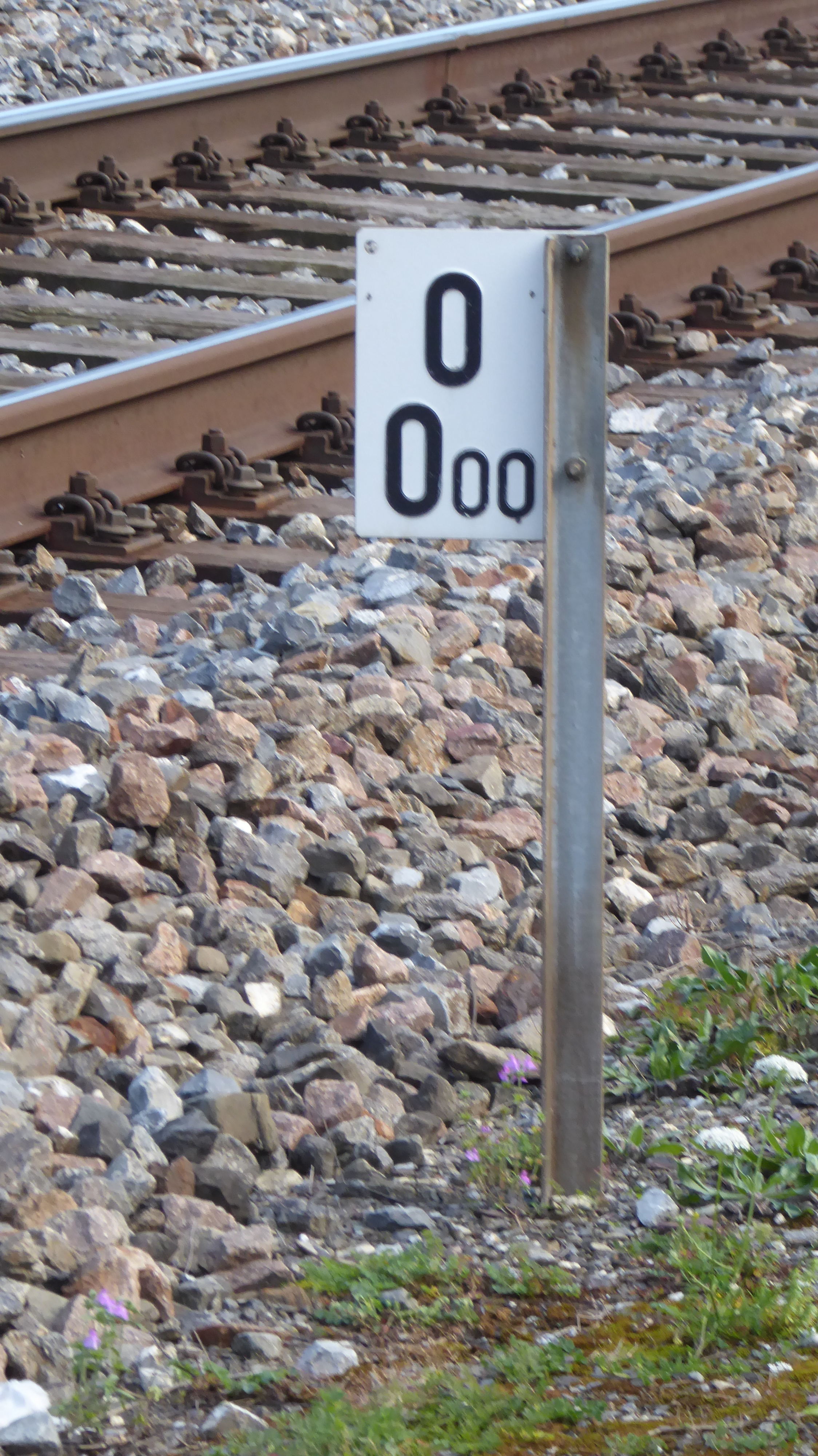
Kilometer 0 im Bahnhof Sargans

Im Bahnhof Olten befindet sich ein Steinrelief, das den Nullpunkt der vom Bund vorgeschriebenen Distanzmessung der Bahnlinien dokumentiert. Vom Ausgangspunkt in Olten aus vermaß die Schweizerische Centralbahn (SCB) in Wegstunden die Strecken. Der Stein markierte jedoch nie den Kilometer Null. Als 1877 die alten Längenmaße durch den Meter abgelöst wurden, verlegte die SCB den Nullpunkt der Kilometrierung nach Basel.
Die Schweizerischen Bundesbahnen (SBB) haben die Kilometrierung ihrer Strecken von den Vor- bzw. Vorvorgängerinnen übernommen:
| Bahn (Übernahme)                                                            | km 0 in …   | Ausnahmen |
| --------------------------------------------------------------------------- | ----------- | --- |
| Schweizerische Centralbahn SCB (1902)                                       | Basel       | Zofingen–Suhr: km 0 in Zofingen |
| Schweizerische Nordostbahn NOB (1902)                                       | Zürich      | Winterthur–Koblenz: km 0 in Winterthur Bischofszellerbahn SG: km 0 in Sulgen Effretikon–Wetzikon–Hinwil-Bahn EH: km 0 in Effretikon Schweizerische Nationalbahn SNB: km 0 in Winterthur |
| Vereinigte Schweizerbahnen VSB (1902)                                       | Sargans     | Toggenburgerbahn TB (und von SBB eröffnete Rickenbahn): km 0 in Wil |
| Jura–Bern–Luzern JBL (JS, 1903)                                             | Bern        | Brünigbahn: km 0 in Luzern |
| Pont–Vallorbe PV (JS, 1903)                                                 | Vallorbe    | |
| Suisse-Occidentale–Simplon SOS (JS, 1903) und Strecke Genf–La Plaine (1913) | Lausanne    | Franco-Suisse-Linie: km 0 in Neuenburg Broye transversale: km 0 in Yverdon |
| Gotthardbahn-Gesellschaft GB (1909)                                         | Immensee    | Luzern–Immensee: km 0 in Luzern Zug–Arth-Goldau: km 0 in Zug |
| Jura neuchâtelois JN (1913)                                                 | Neuenburg   | |
| Tösstalbahn TTB (1918)                                                      | Winterthur  | |
| Seetalbahn STB (1922)                                                       | Emmenbrücke | Beinwil am See–Beromünster: km 0 in Beinwil am See Lenzburg–Wildegg: km 0 in Lenzburg Spitzkehre                                                                                        |
| Uerikon-Bauma-Bahn UeBB (1948)                                              | Uerikon     | |
| Chemin de fer Vevey–Chexbres VCh (2013)                                     | Vevey       | |

Der Nullpunkt des Stammnetzes der Rhätischen Bahn (RhB) befindet sich in Landquart. Die früher eigenständige Aroser- und Berninabahn haben ihre eigene Kilometrierung.

### Negative Kilometrierung
Seit der Verlängerung der Wipkinger Linie 1894 durch den Bau des Viadukts Bahnhof Zürich beginnt die Strecke über Wipkingen nach Oerlikon im Zürcher Bahnhof beim Kilometer −0,58.
Seit 1997 beginnt Murilinie Bern–Worb in Bern Zytglogge bei Kilometer −0,48 statt bei Kilometer 0 in Bern-Kirchenfeld. Der Abschnitt Zytglogge–Kirchenfeld–Bern Egghölzli gehört den Städtischen Verkehrsbetriebe Bern (SVB), die restliche Strecke dem Regionalverkehr Bern–Solothurn (RBS).
Die Strecke Wädenswil–Einsiedeln der Schweizerischen Südostbahn (SOB) beginnt im Bahnhof Wädenswil bei Kilometer −0,10.

## Österreich

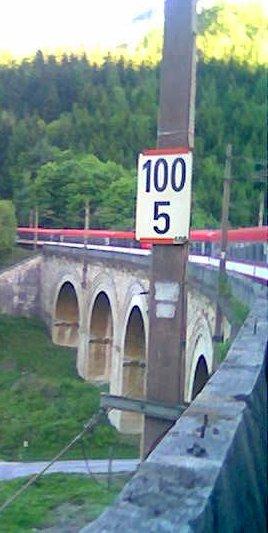
Hektometertafel mit NBÜ-Kennzeichnung der Südbahn am Semmering
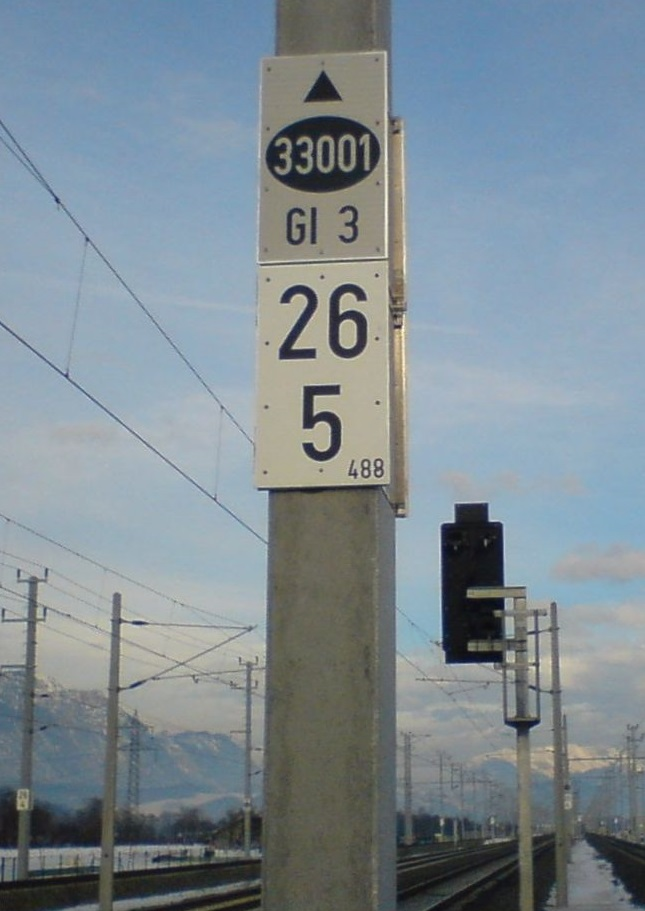
Gleiskennzeichnung + Kilometrierung der Neuen Unterinntalbahn, Tirol
Parallel zur Fahrtrichtung angebrachte Hektometertafel der ehemaligen Wiener Stadtbahn

Ein österreichisches Beispiel für negative Kilometrierung war der Beginn der Österreichischen Südbahn im Bereich des ehemaligen Wiener Südbahnhofs durch Verlagerung des Bahnhofs um circa 200 Meter.
Heute wird am den Südbahnhof ersetzenden Hauptbahnhof Wien eine ergänzende Kilometrierung von 100 km abwärts (99,9 …) angewandt.